# Mycodrosophila joalahae
Mycodrosophila joalahae är en tvåvingeart som beskrevs av Bock 1982. Mycodrosophila joalahae ingår i släktet Mycodrosophila och familjen daggflugor. Inga underarter finns listade i Catalogue of Life.